# Varanus keithhornei
Varanus keithhornei là một loài thằn lằn trong họ Varanidae. Loài này được Wells & Wellington mô tả khoa học đầu tiên năm 1985.